# Hoechst AG
La Hoechst AG (fino al 1974: Farbwerke Hoechst AG, vorm. Meister Lucius & Brüning) era una società tedesca nell'industria chimica, che divenne in seguito Aventis Deutschland dopo la sua fusione con la francese Rhône-Poulenc SA nel 1999. Con la fusione della nuova società del 2004 con Sanofi-Synthélabo, divenne una filiale del gruppo farmaceutico risultante Sanofi-Aventis.

## Storia
La società è stata fondata nel 1863 come "Teerfarbenfabrik Meister, Lucius & Co." a Höchst, vicino a Francoforte sul Meno e alcuni anni dopo cambiò il nome in "Teerfarbenfabrik Meister Lucius & Brüning". Nel 1880 divenne una società per azioni "Farbwerke vorm. Meister Lucius & Brüning AG". Per il mercato internazionale il nome è stato semplificato in "Farbwerke Hoechst AG". Fino al 1925 la Hoechst AG era indipendente. Nel 1916, la Hoechst AG fu uno dei co-fondatori di IG Farben, un conglomerato di aziende tedesche formato nel 1925, alcune delle quali attive sin dalla I guerra mondiale nell'industria chimica per guadagnare potere industriale durante e dopo la prima guerra mondiale.
Vari impianti della Hoechst furono bombardati durante la Seconda guerra mondiale. I suoi dirigenti furono processati insieme a quelli del gruppo IG Farben a Norimberga per il loro ruolo sul lavoro forzato e la sperimentazione sui prigionieri dei campi di concentramento.
Hoechst AG viene rifondata il 7 dicembre 1951 a Francoforte, quando IG Farben viene divisa nelle sue società fondatrici. La capitalizzazione originale della società era di 100.000 marchi tedeschi. Nel 1953 Hoechst aveva acquisito parti di Knapsack-Griesheim, Kalle AG, Behring Werke, Wacker Chemie e Ruhr Chemie, tra gli altri.
Nel 1969 Hoechst acquisisce Cassella.
Nel 1987 Hoechst acquisisce la società chimica americana Celanese e forma una nuova filiale Hoechst negli Stati Uniti, Hoechst Celanese.
Nel 1995 Hoechst si fonde con Marion Merrell Dow di Kansas City, Missouri, formando la filiale americana Hoechst Marion Roussel (HMR).
Nel 1997 Hoechst subisce un riallineamento in cui le sue varie attività vengono trasferite a società indipendenti, tra cui Nutrinova e Clariant.
Nel 1999 nasce Aventis quando Hoechst AG si fonde con Rhône-Poulenc S.A. La società risultante ha sede a Strasburgo. Nell'ambito della fusione, la società ha passato molte delle sue attività industriali a Celanese, che è tornata a essere una società indipendente (ad esempio il business dei polimeri tecnici Ticona).
Nel 2005 la società diventa una consociata interamente controllata da Sanofi-Aventis (ora denominata Sanofi).

## Nome e logo
La designazione Farbwerke Hoechst risale originariamente al 1951. Deriva dalla sede e origine della fondazione a Höchst am Main. La scrittura senza umlaut fu usata sempre in azienda e risale alla internazionalizzazione della società dalla prima guerra mondiale.
Poco dopo la fondazione della "Theerfarbenfabrik Meister Lucius & Co" (1863) cambiò il nome in "Farbwerke Meister Lucius & Brüning" (1865). Quando divenne una società per azioni divenne "Farbwerke vorm. Meister Lucius & Brüning AG" (1880) con il logo del leone stilizzato e le iniziali ML&B (Antipyrin, 1883).
Questi loghi antichi mostrano un leone, l'animale araldico di Nassau, e le iniziali MLB (Meister, Lucius & Brüning). Negli archivi risultano dal 1877.
Dopo la fusione con "IG-Farbenindustrie AG" nel 1925 vennero usati i loghi "Hoechst" in blu e "ML&B" (Insulin, 1923).
Durante il periodo IG-Farben, ovvero 1925–1951, le confezioni farmaceutiche Höchst presentavano la dicitura "IG-Farbenindustrie AG, pharmazeutische Abteilung, Verkaufsstelle Höchst" con le iniziali "ML&B" (Novocain).

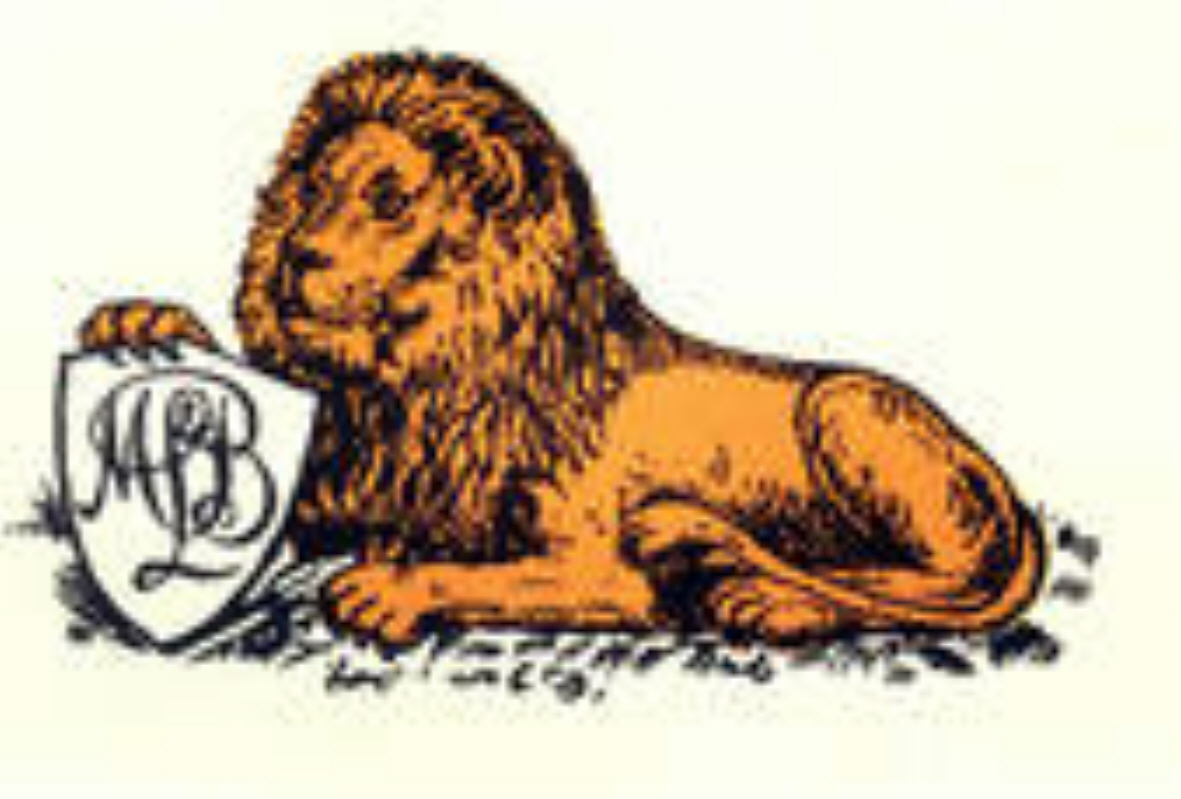
dal 1877
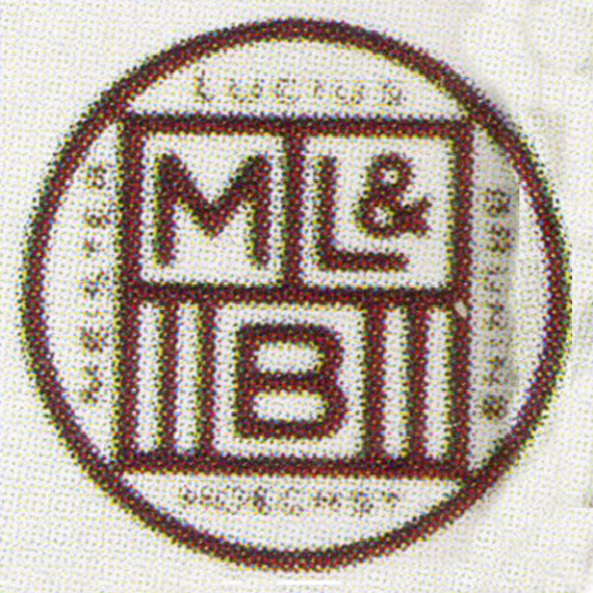
ca. 1923
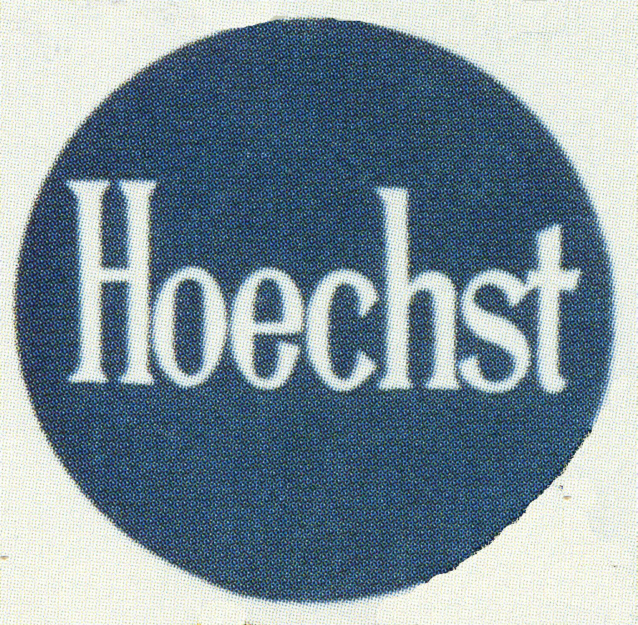
ca. 1923
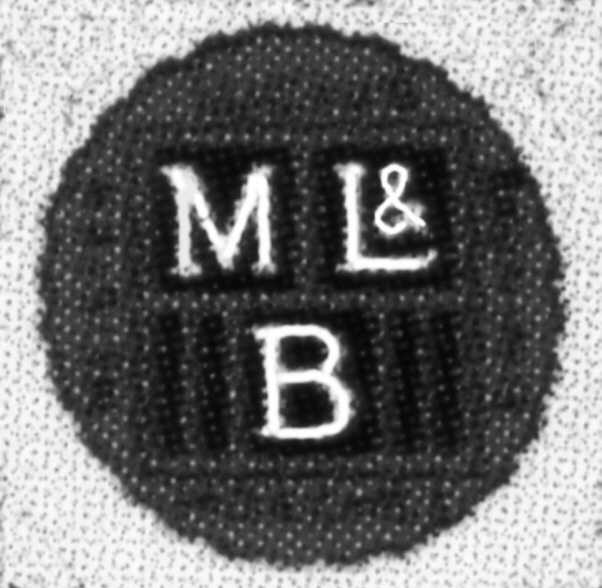
Durante il periodo IG-Farbenindustrie

Dopo la liquidazione della IG-Farben nel 1952 la designazione aziendale divenne "Farbwerke Hoechst AG vorm. Meister Lucius & Brüning" e con il logo simbolico del ponte (Nirosan).
Dal 1947 il docente Richard Lisker creò il logo Turm und Brücke, simbolo anche della Behrens-Baus, Il logo così fatto venne rielaborato nel 1951 dal grafico Rober Smago. Nel 1952 venne registrato come marchio di fabbrica.

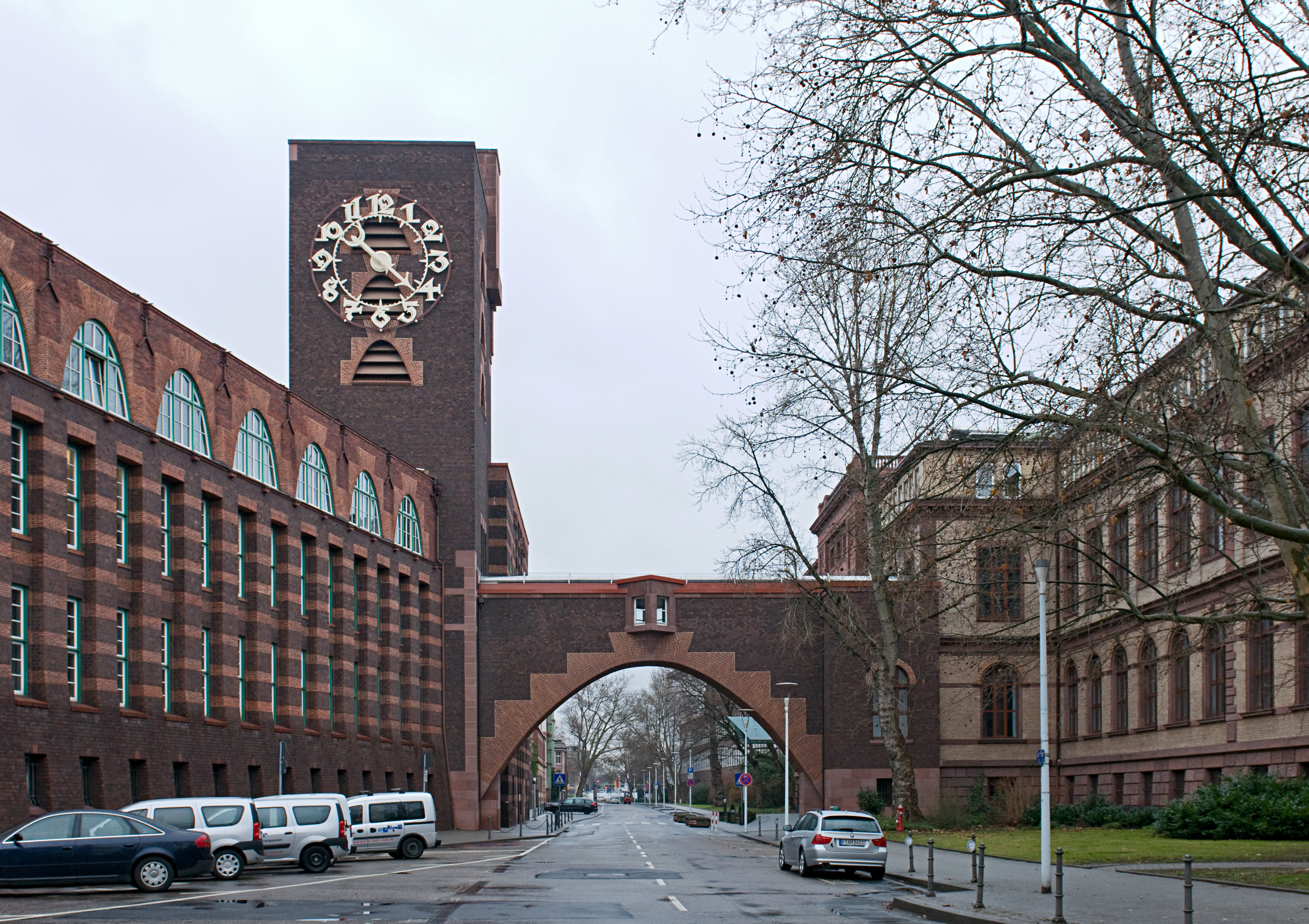
Behrens-Bau con torre
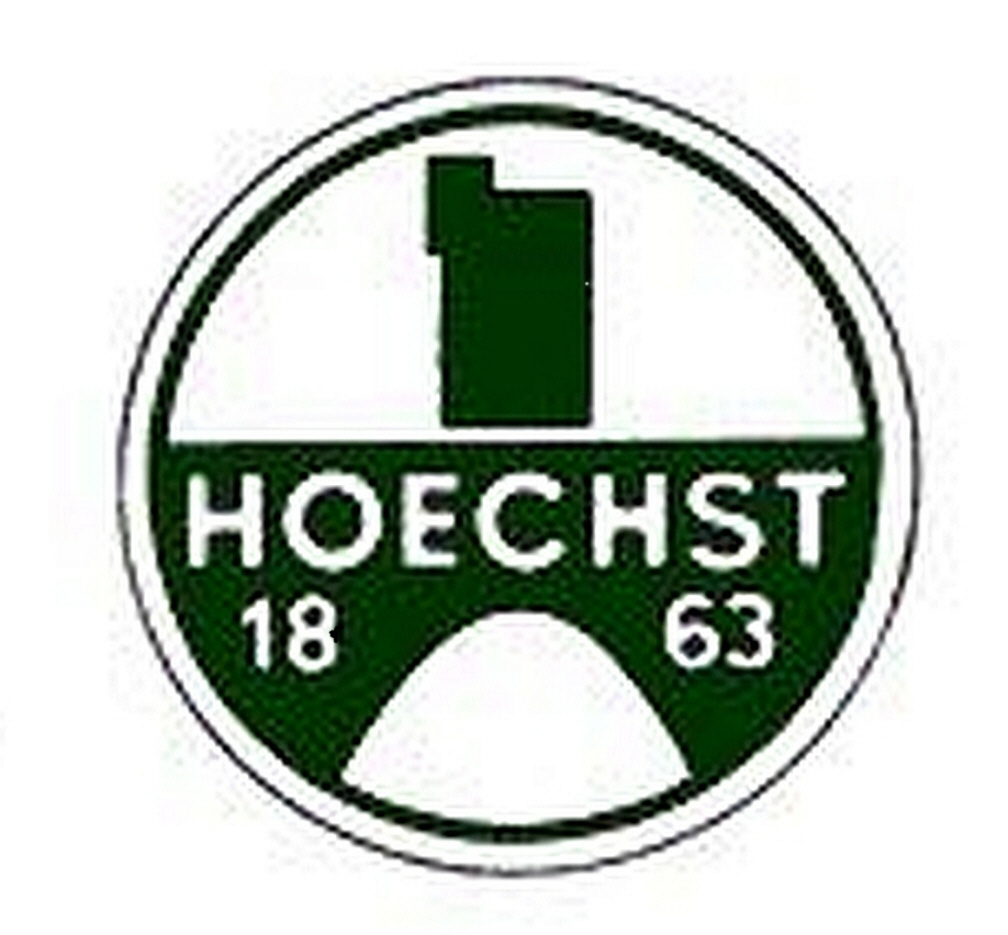
1947–1951
1947–1951
1952

Nel 1966 viene creato lo "Quadratur des eigenen Kreises" registrato nello stesso anno. Lo si poteva notare nelle farmacie come pubblicità appesa.
Nel 1974 si nota la scritta estesa Hoechst Aktiengesellschaft con il logo "Hoechst".

1966
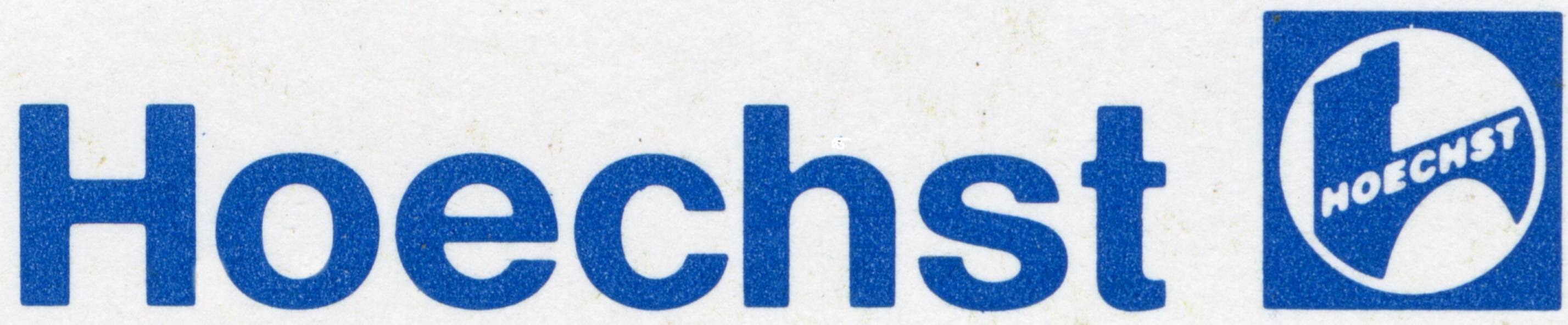
dal 1974
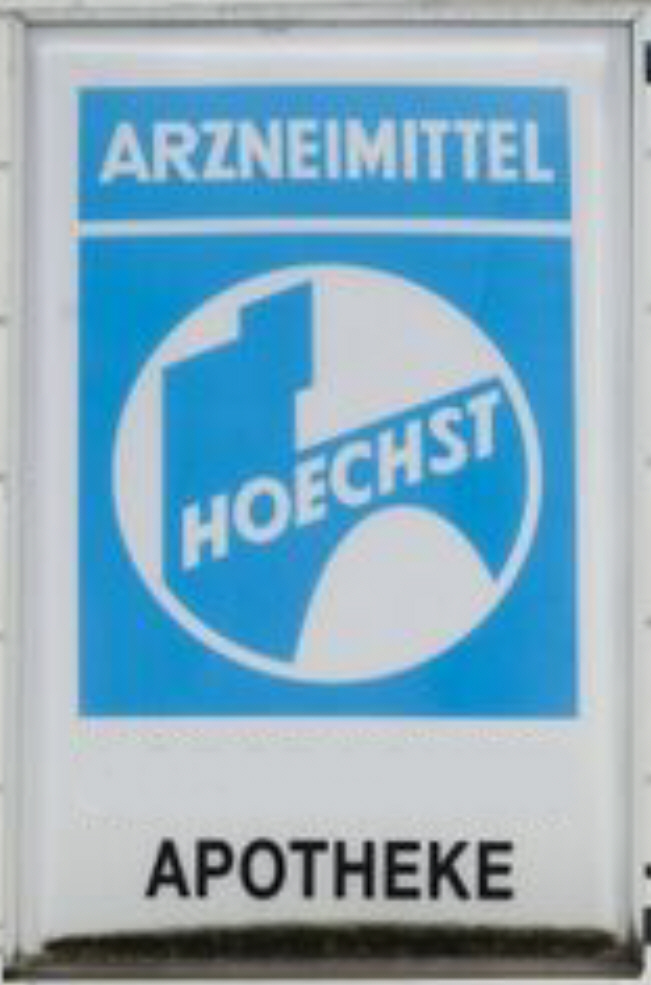
Pubblicità da farmacia
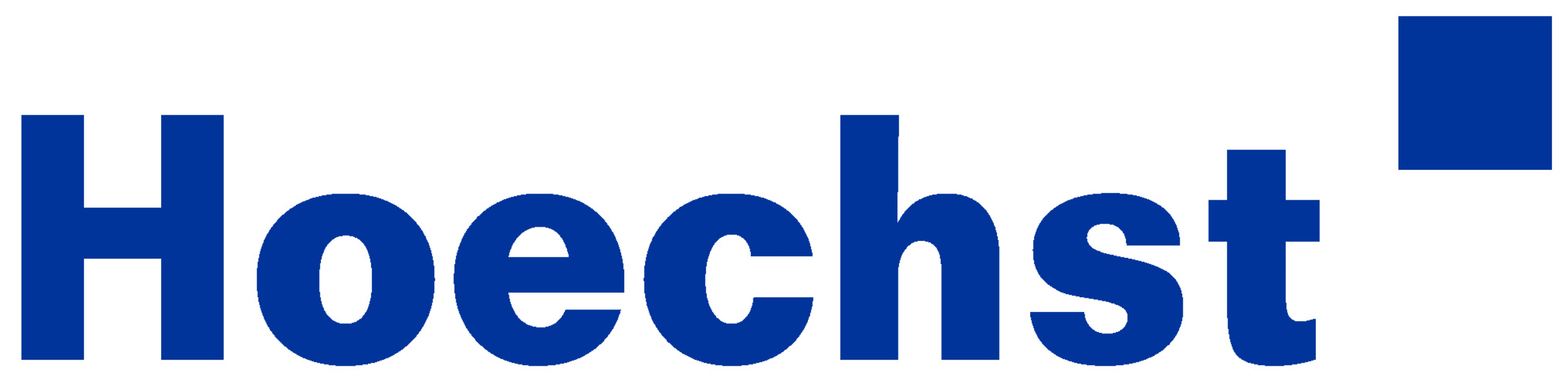
dal 1997

Nel 1997 viene creato l'ultimo logo dal designer Hans Günter Schmitz.